# 保科光正
保科 光正（ほしな みつまさ、1914年（大正3年）10月7日 - 1945年（昭和20年）4月1日）は、昭和期戦前の外交官、華族。幼名・正虎。

## 経歴
子爵・保科正昭の長男として生まれる。幼名は正虎であったが、1934年（昭和9年）12月6日に光正に改名した。
東京高等学校を経て、1937年（昭和12年）東京帝国大学法学部を卒業。同年10月、高等試験外交科試験に合格し、外務省に入省して英国書記生に発令されて渡英した。
以後、外交官補、外交事務官を歴任。1942年（昭和17年）11月、大東亜省が設置され同事務官に転じた。支那事務局総務課在勤となり在支渉外事務を担当。大臣秘書官事務取扱、兼大臣秘書官も務めた。
1945年、竹内新平大東亜次官の随員として南方に出張し、その帰途4月1日、阿波丸事件に巻き込まれ殉職した。没後、大東亜書記官に任じられた。

## 親族
- 妻 順子（ゆきこ、徳川家正三女、光正没後に離籍）[1]
- 母 保科武子（北白川宮能久親王第三王女）[1]
- 従弟 有馬頼義（作家、旧久留米藩主・有馬家第16代当主、母貞子が北白川宮能久親王第二王女で光正の母の姉[7]。）